# 国際連合安全保障理事会決議第千八百七十四号等を踏まえ我が国が実施する貨物検査等に関する特別措置法
国際連合安全保障理事会決議第千八百七十四号等を踏まえ我が国が実施する貨物検査等に関する特別措置法（こくさいれんごうあんぜんほしょうりじかいけつぎだいせんはっぴゃくななじゅうよんごうとうをふまえわがくにがじっしするかもつけんさとうにかんするとくべつそちほう、平成22年6月4日法律第43号）は、対北朝鮮制裁決議を実行するため北朝鮮関係船舶を対象とする貨物検査について定める日本の法律。略称は貨物検査特別措置法。

## 概要
国連安全保障理事会が2010年（平成22年）6月に採択した国連安保理1874号決議は加盟国に対し、自国の領域における貨物検査、公海上での船舶検査、検査への協力と回航指示、禁止品目の押収・処分を求めている。しかし、従来の国内法では、公海上を航行中の外国籍船舶や、日本に寄港中でも日本向けの積み荷がない船舶は貨物検査を行うことができないため、新法を制定した。
北朝鮮に出入りする船舶や航空機が核・ミサイル関連の禁輸品を積んでいる疑いがある場合、海上保安庁と税関が検査できることを規定している。日本の主権が及ばない公海上では船籍国の同意を得た上での検査が、日本の領海や港に入っている場合は船籍国の同意なき検査がそれぞれ可能となる。

## 経緯
2009年（平成21年）10月30日に第173回国会に提出されたが、衆議院で閉会中審査となった。
第174回国会では、2010年（平成22年）5月20日に衆議院で可決され、同年5月28日に参議院で可決され、成立した。
2010年（平成22年）6月4日に公布され、附則1項（公布の日から起算して三十日を経過した日から施行する）に基づき、同年7月4日に施行された。

## 構成
- 第一条（目的）
- 第二条（定義）
- 第三条（検査）
- 第四条（提出命令）
- 第五条（保管）
- 第六条（回航命令）
- 第七条（日本船舶に対する回航命令）
- 第八条（旗国の同意等）
- 第九条（関係行政機関の協力）
- 第十条（権限の委任）
- 第十一条（行政手続法の適用除外）
- 第十二条（政令への委任）
- 第十三条（罰則）
- 第十四条（同上）
- 第十五条（我が国の法令の適用）
- 附則